# Кононово (Палкінський район)
Кононово (рос. Кононово) — присілок в Палкінському районі Псковської області Російської Федерації.
Населення становить 11 осіб. Входить до складу муніципального утворення Новоуситовська волость.

## Історія
Від 2015 року входить до складу муніципального утворення Новоуситовська волость.

## Населення
| 2001 | 2002 | 2010 | 2013 | 2014 | 2016 |
| ---- | ---- | ---- | ---- | ---- | ---- |
| 26   | ↘19  | ↘17  | ↘15  | ↘13  | ↘11  |